# Пикумн
Пикумн (лат. Picumnus) — в римской мифологии один из богов брака и рождения, брат-близнец Пилумна.
Считалось, что Пикумн научил людей удобрять поля, и по этой причине его иногда называли Стеркул ((от латинского stercus, «навоз»). Предполагая, что этот бог защищает рожениц и новорождённых от бога дикой природы Сильвана, римляне ставили перед домом, где происходили роды, ложе для Пикумна и его брата. Когда ребёнка признавал отец, ложе убирали: с этого момента дитя переходило под опеку домашних богов.
Иногда богов-близнецов отождествляли с Диоскурами. Пикумн и Пилумн считались также богами славы.